# IC 600
IC 600 је спирална галаксија у сазвјежђу Секстант која се налази на листи објеката дубоког неба у Индекс каталогу.
Деклинација објекта је - 3° 29' 50" а ректасцензија 10h 17m 10,7s. Привидна величина (магнитуда) објекта IC 600 износи 12,5 а фотографска магнитуда 13,1. Налази се на удаљености од 20,3 милиона парсека од Сунца. IC 600 је још познат и под ознакама MCG 0-26-34, UGCA 209, CGCG 8-85, VV 97, PGC 30041.